# Бесконечно малая и бесконечно большая
Бесконечно малая — числовая функция или последовательность, предел которой равен нулю.
Бесконечно большая — числовая функция или последовательность, стремящаяся к (предел которой равен) бесконечности определённого знака.
В нестандартном анализе бесконечно малые и бесконечно большие определяются не как последовательности и не как переменные величины, а как особый вид чисел.

## Исчисление бесконечно малых и больших
Исчисление бесконечно малых — вычисления, производимые с бесконечно малыми величинами, при которых производный результат рассматривается как бесконечная сумма бесконечно малых. Исчисление бесконечно малых величин является общим понятием для дифференциальных и интегральных исчислений, составляющих основу современной высшей математики. Понятие бесконечно малой величины тесно связано с понятием предела.

### Бесконечно малая
Последовательность {\displaystyle a_{n}} называется бесконечно малой, если {\displaystyle \lim \limits _{n\to \infty }a_{n}=0}. Например, последовательность чисел {\displaystyle a_{n}={\dfrac {1}{n}}} — бесконечно малая.
Также бесконечно малую последовательность можно определить как последовательность для которой верно следующее {\displaystyle \forall \varepsilon >0,\exists \nu _{\varepsilon }\in R,\forall n\geqslant \nu _{\varepsilon }\Rightarrow |\alpha _{n}|\leqslant \varepsilon }, а именно для каждого ε, который больше нуля найдётся такое значение входящее в состав бесконечно малой последовательности, что оно будет меньше или равно ε.
Функция называется бесконечно малой в окрестности точки {\displaystyle x_{0}}, если {\displaystyle \lim \limits _{x\to x_{0}}f(x)=0}.
Функция называется бесконечно малой на бесконечности, если {\displaystyle \lim \limits _{x\to +\infty }f(x)=0} либо {\displaystyle \lim \limits _{x\to -\infty }f(x)=0}.
Также бесконечно малой является функция, представляющая собой разность функции и её предела, то есть если {\displaystyle \lim \limits _{x\to +\infty }f(x)=a}, то {\displaystyle f(x)-a=\alpha (x)}, {\displaystyle \lim \limits _{x\to +\infty }(f(x)-a)=0}.
Подчеркнём, что бесконечно малую величину следует понимать как переменную величину (функцию), которая лишь в процессе своего изменения [при стремлении {\displaystyle x} к {\displaystyle a} (из {\displaystyle \lim \limits _{x\to a}f(x)=0})] делается меньше произвольного числа ({\displaystyle \varepsilon }). Поэтому, например, утверждение типа «одна миллионная есть бесконечно малая величина» неверно: о числе [абсолютном значении] не имеет смысла говорить, что оно бесконечно малое.

### Бесконечно большая
Во всех приведённых ниже формулах бесконечность справа от равенства подразумевается определённого знака (либо «плюс», либо «минус»). То есть, например, функция {\displaystyle x\sin x}, неограниченная с обеих сторон, не является бесконечно большой при {\displaystyle x\to +\infty }.
Последовательность {\displaystyle a_{n}} называется бесконечно большой, если {\displaystyle \lim \limits _{n\to \infty }a_{n}=\infty }.
Функция называется бесконечно большой в окрестности точки {\displaystyle x_{0}}, если {\displaystyle \lim \limits _{x\to x_{0}}f(x)=\infty }.
Функция называется бесконечно большой на бесконечности, если {\displaystyle \lim \limits _{x\to +\infty }f(x)=\infty } либо {\displaystyle \lim \limits _{x\to -\infty }f(x)=\infty }.
Как и в случае бесконечно малых, ни одно отдельно взятое значение бесконечно большой величины не может быть названо как «бесконечно большое» — бесконечно большая величина — это функция, которая лишь в процессе своего изменения может стать больше произвольно взятого числа.

### Свойства бесконечно малых
- Алгебраическая сумма конечного числа бесконечно малых функций есть бесконечно малая функция.
- Произведение бесконечно малых — бесконечно малая.
- Произведение бесконечно малой последовательности на ограниченную — бесконечно малая. Как следствие, произведение бесконечно малой на константу — бесконечно малая.
- Если {\displaystyle a_{n}} — бесконечно малая последовательность, сохраняющая знак, то {\displaystyle b_{n}={\dfrac {1}{a_{n}}}} — бесконечно большая последовательность.

## Сравнение бесконечно малых

### Определения
Допустим, у нас есть бесконечно малые при одном и том же {\displaystyle x\to a} величины {\displaystyle \alpha (x)} и {\displaystyle \beta (x)} (либо, что не важно для определения, бесконечно малые последовательности).
- Если {\displaystyle \lim \limits _{x\to a}{\dfrac {\beta }{\alpha }}=0}, то {\displaystyle \beta } — бесконечно малая высшего порядка малости, чем {\displaystyle \alpha }. Обозначают {\displaystyle \beta =o(\alpha )} или {\displaystyle \beta \prec \alpha }.
- Если {\displaystyle \lim \limits _{x\to a}{\dfrac {\beta }{\alpha }}=\infty }, то {\displaystyle \beta } — бесконечно малая низшего порядка малости, чем {\displaystyle \alpha }. Соответственно {\displaystyle \alpha =o(\beta )} или {\displaystyle \alpha \prec \beta }.
- Если {\displaystyle \lim \limits _{x\to a}{\dfrac {\beta }{\alpha }}=c} (предел конечен и не равен 0), то {\displaystyle \alpha } и {\displaystyle \beta } являются бесконечно малыми величинами одного порядка малости. Это обозначается как {\displaystyle \alpha \asymp \beta } или как одновременное выполнение отношений {\displaystyle \beta =O(\alpha )} и {\displaystyle \alpha =O(\beta )}. В некоторых источниках можно встретить обозначение, когда одинаковость порядков записывают в виде только одного отношения «о большое», что является вольным использованием данного символа.
- Если {\displaystyle \lim \limits _{x\to a}{\dfrac {\beta }{\alpha ^{m}}}=c} (предел конечен и не равен 0), то бесконечно малая величина {\displaystyle \beta } имеет {\displaystyle m}-й порядок малости относительно бесконечно малой {\displaystyle \alpha }.

Для вычисления подобных пределов удобно использовать правило Лопиталя.

### Примеры сравнения
- При {\displaystyle {x\to 0}} величина {\displaystyle x^{5}} имеет высший порядок малости относительно {\displaystyle x^{3}}, так как {\displaystyle \lim \limits _{x\to 0}{\dfrac {x^{5}}{x^{3}}}=0}. С другой стороны, {\displaystyle x^{3}} имеет низший порядок малости относительно {\displaystyle x^{5}}, так как {\displaystyle \lim \limits _{x\to 0}{\dfrac {x^{3}}{x^{5}}}=\infty }.

С использованием О-символики полученные результаты могут быть записаны в следующем виде {\displaystyle x^{5}=o(x^{3})}.
- {\displaystyle \lim \limits _{x\to 0}{\dfrac {2x^{2}+6x}{x}}=\lim \limits _{x\to 0}{\dfrac {2x+6}{1}}=\lim \limits _{x\to 0}(2x+6)=6,} то есть при {\displaystyle x\to 0} функции {\displaystyle f(x)=2x^{2}+6x} и {\displaystyle g(x)=x} являются бесконечно малыми величинами одного порядка.

В данном случае справедливы записи {\displaystyle 2x^{2}+6x=O(x)} и {\displaystyle x=O(2x^{2}+6x).}
- При {\displaystyle {x\to 0}} бесконечно малая величина {\displaystyle 2x^{3}} имеет третий порядок малости относительно {\displaystyle x}, поскольку {\displaystyle \lim \limits _{x\to 0}{\dfrac {2x^{3}}{x^{3}}}=2}, бесконечно малая {\displaystyle 0{,}7x^{2}} — второй порядок, бесконечно малая {\displaystyle {\sqrt {x}}} — порядок 0,5.

## Эквивалентные величины

### Определение
Если {\displaystyle \lim \limits _{x\to a}{\dfrac {\beta }{\alpha }}=1}, то бесконечно малые или бесконечно большие величины {\displaystyle \alpha } и {\displaystyle \beta } называются эквивалентными (обозначается как {\displaystyle \alpha \thicksim \beta }).
Очевидно, что эквивалентные величины являются частным случаем бесконечно малых (бесконечно больших) величин одного порядка малости.
При {\displaystyle \alpha (x){\xrightarrow[{x\to x_{0}}]{}}0} справедливы следующие соотношения эквивалентности (как следствия из так называемых замечательных пределов):
- {\displaystyle \sin \alpha (x)\thicksim \alpha (x);}
- {\displaystyle \mathrm {tg} \,\alpha (x)\thicksim \alpha (x);}
- {\displaystyle \arcsin {\alpha (x)}\thicksim \alpha (x);}
- {\displaystyle {\frac {\pi }{2}}-\arccos {\alpha (x)}\thicksim \alpha (x)}
- {\displaystyle \mathrm {arctg} \,\alpha (x)\thicksim \alpha (x);}
- {\displaystyle \log _{a}(1+\alpha (x))\thicksim \alpha (x)\cdot {\frac {1}{\ln {a}}}}, где {\displaystyle a>0}, {\displaystyle a\neq 1};
- {\displaystyle \ln(1+\alpha (x))\thicksim \alpha (x);}
- {\displaystyle a^{\alpha (x)}-1\thicksim \alpha (x)\cdot \ln {a}}, где {\displaystyle a>0};
- {\displaystyle e^{\alpha (x)}-1\thicksim \alpha (x);}
- {\displaystyle 1-\cos {\alpha (x)}\thicksim {\frac {\alpha ^{2}(x)}{2}};}
- {\displaystyle (1+\alpha (x))^{\mu }-1\thicksim \mu \cdot \alpha (x),\quad \mu \in \mathbb {R} }, поэтому используют выражение:

{\displaystyle {\sqrt[{n}]{1+\alpha (x)}}\approx {\frac {\alpha (x)}{n}}+1}, где {\displaystyle \alpha (x){\xrightarrow[{x\to x_{0}}]{}}0}.

### Теорема
Предел частного (отношения) двух бесконечно малых или бесконечно больших величин не изменится, если одну из них (или обе) заменить эквивалентной величиной.
Данная теорема имеет прикладное значение при нахождении пределов (см. пример).

### Примеры использования
- Найти {\displaystyle \lim \limits _{x\to 0}{\dfrac {\sin 2x}{x}}.}

Заменяя {\displaystyle \sin 2x} эквивалентной величиной {\displaystyle 2x}, получаем
{\displaystyle \lim \limits _{x\to 0}{\dfrac {\sin 2x}{x}}=\lim \limits _{x\to 0}{\dfrac {2x}{x}}=2.}
- Найти {\displaystyle \lim \limits _{x\to {\frac {\pi }{2}}}{\dfrac {\sin(4\cos x)}{\cos x}}.}

Так как {\displaystyle \sin(4\cos x)\thicksim {4\cos x}} при {\displaystyle x\to {\dfrac {\pi }{2}}} получим
{\displaystyle \lim \limits _{x\to {\frac {\pi }{2}}}{\dfrac {\sin(4\cos x)}{\cos x}}=\lim \limits _{x\to {\frac {\pi }{2}}}{\dfrac {4\cos x}{\cos x}}=4.}
- Вычислить {\displaystyle {\sqrt {1{,}2}}}.

Используя формулу: {\displaystyle {\sqrt {1{,}2}}\approx 1+{\frac {0{,}2}{2}}=1{,}1}, тогда как, используя калькулятор (более точные вычисления), получили: {\displaystyle {\sqrt {1{,}2}}\approx 1{,}095}, таким образом ошибка составила 0,005 (менее 1 %), то есть метод полезен, благодаря своей простоте, при грубой оценке арифметических корней близких к единице.

### Порядок суммы и произведения бесконечно малых
Порядок суммы бесконечно малых равен наименьшему порядку из порядков слагаемых. Например, бесконечно малая величина
{\displaystyle 0,25x^{3}+1000x^{4}(x\to 0)}
третьего порядка малости, поскольку слагаемые имеют порядки соответственно 3 и 4. Действительно,
{\displaystyle \lim \limits _{x\to 0}{\frac {0,25x^{3}+1000x^{4}}{x^{3}}}=\lim \limits _{x\to 0}(0,25+1000x)=0,25.}
Порядок произведения бесконечно малых равен сумме порядков сомножителей. Например, бесконечно малая
{\displaystyle x^{3}\sin ^{2}x~(x\to 0)}
пятого порядка малости, поскольку слагаемые имеют порядки соответственно 3 и 2. Действительно,
{\displaystyle \lim \limits _{x\to 0}{\frac {x^{3}\sin ^{2}x}{x^{5}}}=\lim \limits _{x\to 0}{\frac {x^{3}x^{2}}{x^{5}}}=1.}

## История
Понятие «бесконечно малое» обсуждалось ещё в античные времена в связи с концепцией неделимых атомов, однако в классическую математику не вошло. Вновь оно возродилось с появлением в XVI веке «метода неделимых» — разбиения исследуемой фигуры на бесконечно малые сечения.
В XVII веке произошла алгебраизация исчисления бесконечно малых. Они стали определяться как числовые величины, которые меньше всякой конечной (положительной) величины и всё же не равны нулю. Искусство анализа заключалось в составлении соотношения, содержащего бесконечно малые (дифференциалы), и затем — в его интегрировании.
Математики старой школы подвергли концепцию бесконечно малых резкой критике. Мишель Ролль писал, что новое исчисление есть «набор гениальных ошибок»; Вольтер ядовито заметил, что это исчисление представляет собой искусство вычислять и точно измерять вещи, существование которых не может быть доказано. Даже Гюйгенс признавался, что не понимает смысла дифференциалов высших порядков.
Споры в Парижской Академии наук по вопросам обоснования анализа приобрели настолько скандальный характер, что Академия однажды вообще запретила своим членам высказываться на эту тему (в основном это касалось Ролля и Вариньона). В 1706 году Ролль публично снял свои возражения, однако дискуссии продолжались.
В 1734 году известный английский философ, епископ Джордж Беркли выпустил нашумевший памфлет, известный под сокращённым названием «Аналитик». Полное его название: «Аналитик или рассуждение, обращённое к неверующему математику, где исследуется, более ли ясно воспринимаются или более ли очевидно выводятся предмет, принципы и умозаключения современного анализа, чем религиозные таинства и догматы веры». «Аналитик» содержал остроумную и во многом справедливую критику исчисления бесконечно малых. Метод анализа Беркли считал несогласным с логикой и писал, что, «как бы он ни был полезен, его можно рассматривать только как некую догадку; ловкую сноровку, искусство или скорее ухищрение, но не как метод научного доказательства». Цитируя фразу Ньютона о приращении текущих величин «в самом начале их зарождения или исчезновения», Беркли иронизирует: «это ни конечные величины, ни бесконечно малые, ни даже ничто. Не могли ли бы мы их назвать призраками почивших величин?.. И как вообще можно говорить об отношении между вещами, не имеющими величины?.. Тот, кто может переварить вторую или третью флюксию [производную], вторую или третью разность, не должен, как мне кажется, придираться к чему-либо в богословии».
Невозможно, пишет Беркли, представить себе мгновенную скорость, то есть скорость в данное мгновение и в данной точке, ибо понятие движения включает понятия о (конечных ненулевых) пространстве и времени.
Как же с помощью анализа получаются правильные результаты? Беркли пришёл к мысли, что это объясняется наличием в аналитических выводах взаимокомпенсации нескольких ошибок, и проиллюстрировал это на примере параболы. Как ни странно, некоторые крупные математики (например, Лагранж) согласились с ним.
Сложилась парадоксальная ситуация, когда строгость и плодотворность в математике мешали одна другой. Несмотря на использование незаконных действий с плохо определёнными понятиями, число прямых ошибок было на удивление малым — выручала интуиция. И всё же весь XVIII век математический анализ бурно развивался, не имея по существу никакого обоснования. Эффективность его была поразительна и говорила сама за себя, но смысл дифференциала по-прежнему был неясен. Особенно часто путали бесконечно малое приращение функции и его линейную часть.
В течение всего XVIII века предпринимались грандиозные усилия для исправления положения, причём в них участвовали лучшие математики столетия, однако убедительно построить фундамент анализа удалось только Коши в начале XIX века. Он строго определил базовые понятия — предел, сходимость, непрерывность, дифференциал и др., после чего актуальные бесконечно малые исчезли из науки. Некоторые оставшиеся тонкости разъяснил позднее Вейерштрасс. В настоящее время термин «бесконечно малая» математики в подавляющем большинстве случаев относят не к числам, а к функциям и последовательностям.
Как иронию судьбы можно рассматривать появление в середине XX века нестандартного анализа, который доказал, что первоначальная точка зрения — актуальные бесконечно малые — также непротиворечива и могла бы быть положена в основу анализа. С появлением нестандартного анализа стало ясно, почему математики XVIII века, выполняя незаконные с точки зрения классической теории действия, тем не менее получали верные результаты.